# Metopa clypeata
Metopa clypeata är en kräftdjursart som först beskrevs av Henrik Nikolai Krøyer 1842.  Metopa clypeata ingår i släktet Metopa och familjen Stenothoidae. Inga underarter finns listade i Catalogue of Life.